# USS LST-570
O USS LST-570 foi um navio de guerra norte-americano da classe LST que operou durante a Segunda Guerra Mundial.